# Za Bon
A Za Bon (ザ☆ボン) japán hangszeres lányegyüttes volt.

## Az együttes tagjai
- Meppii (めっぴい?) – dobok
- Maiko (まいこ?) – basszusgitár
- Rie (りえ?) – ének
- Kajokko (かよっこ; Hepburn: Kayokko?) – billentyűsök

## Az együttes története
2002-ben alapította Meppii dobos, Maiko basszusgitáros, Rie énekes és Kajokko billentyűs miután megismerkedtek egy oszakai zeneiskolában. A Za Bon első kiadványa, a Girlfriend stúdióalbum 2002. május 22-én jelent meg az Indies Maker kiadó gondozásában. A lemezt ★★★★★ címmel 2002. november 20-án újabb soralbum követett. Következő kiadványuk, a 03 Toybox című teljes hosszúságú album 2004. július 21-én jelent meg. A lemez megjelenése után kiadót váltottak, a Sunny Drive című kislemezüket már a Treasure of Music jelentette meg, 2006. szeptember 6-án. A dal volt az együttes első olyan kiadványa, mely felkerült a japán Oricon heti eladási listájára, a 197. helyen.
Második kislemezük Szakurabi címen jelent meg, címadó dalát a Nippon TV Ki ni naru cúhan Ranking! Poshlet Depart sinja misze televíziós vásárlási műsorának zárófőcím dalának választották. A lemez volt a zenekar utolsó kiadványa, amely felkerült az Oricon heti eladási listájára, a 91. helyen. Harmadik kislemezük 2007. június 27-én jelent meg Ame/Csiiszana siavasze címmel és a Ki ni naru cúhan Ranking! Poshlet Depart sinja misze televíziós vásárlási műsor nyitófőcím dalaként is hallható volt. A Hello címmel megjelent negyedik kislemezük a Bakugan szörny bunyósok animesorozat második zárófőcím dalának választották, azonban az így sem került fel az eladási listákra. 2008. január 30-án még Akane címmel megjelentettek egy stúdióalbumot, majd 2008. július 2-án Omohide kirakira címmel egy búcsúzú kislemezt. A Za Bon 2008. július 13-án feloszlott.

## Diszkográfia

### Kislemezek
|    | Megjelenés          | Cím                                                         | Formátum | Katalógusszám | Oricon |
| -- | ------------------- | ----------------------------------------------------------- | -------- | ------------- | ------ |
| 1. | 2006. szeptember 6. | Sunny Drive (サニードライブ)                                | 12 cm CD | POCE-3710     | 197    |
| 2. | 2007. április 4.    | Szakurabi (桜陽 -サクラビ-)                                 | 12 cm CD | POCE-3714     | 91     |
| 3. | 2007. június 27.    | Ame/Csiiszana siavasze (雨/小さな幸せ, ’Eső/Kis boldogság’) | 12 cm CD | POCE-3715     | –      |
| 4. | 2007. október 24.   | Hello (ハロー)                                              | 12 cm CD | POCE-3719     | –      |
| 5. | 2008. július 2.     | Omohide kirakira (おもひできらきら, ’Ragyogó emlékek’)      | 12 cm CD | FUCD-1030     | –      |

### Stúdióalbumok
|    | Megjelenés         | Cím                              | Formátum | Katalógusszám | Oricon |
| -- | ------------------ | -------------------------------- | -------- | ------------- | ------ |
| 1. | 2002. május 22.    | Girlfriend (ガールフレンド)      | 12 cm CD | EGCR-2005     | –      |
| 2. | 2002. november 20. | ★★★★★                            | 12 cm CD | EGCR-2010     | –      |
| 3. | 2004. július 21.   | 03 Toybox                        | 12 cm CD | ZTEGR-2022    | –      |
| 4. | 2008. január 30.   | Akane (『アカネ』, ’Sötétpiros’) | 12 cm CD | POCE-9720     | –      |